# Émilia Prakhova
Émilia Prakhova ou Émilia Lvovna Prakhova (en russe : Эмилия Львовна Прахова, née Émilia Maria Clémentina Lestel), née le 20 avril 1849 à Saint-Pétersbourg, morte la 1er mars 1927 à Kiev, est une pianiste, élève de Franz Liszt. Elle organisait un salon qui était fréquenté par les artistes chargés de la restauration de la cathédrale de Vladimir à Kiev. Elle a posé comme modèle pour plusieurs peintres.

## Biographie
Émilia Prakhova est née le 20 avril 1849 à Saint-Pétersbourg. Née Lestel, elle avait la nationalité française.
À 16 ans elle épouse un historien d'art, Adrian Prakhov, et voyage dans de nombreux pays, visitant des musées prestigieux. Elle termine le conservatoire de musique pour le piano et est un temps l'élève de Franz Liszt.
Le 15 mars 1889 elle se convertit à la religion orthodoxe à Kiev.
Plusieurs peintres l'on prise comme modèle : Ilia Répine, Wilhelm Kotarbiński, Mikhaïl Vroubel. C'est Émilia qui a inspiré Vroubel quand il a réalisé son icône La Vierge à l'Enfant pour l'autel de l'église Saint Cyrille à Kiev,.
La famille Prakhov conserve une preuve matérielle de son rôle de modèle : le morceau de papier sur lequel figure le dessin. Vroubel a, en effet, réalisé des esquisses au crayon du visage d'Émilia d'après nature. Mais sur l’icône ce visage est idéalisé pour représenter la Mère de Dieu.
Adrian Prakhov, le mari d'Émilia, invite Vroubel presque par hasard à Kiev: il avait besoin d'un peintre qualifié pour des travaux à l'église Saint-Cyrille. Il devait avoir une formation académique, mais ne pas être encore trop réputé pour que le prix de ses œuvres reste raisonnable.
Selon les souvenirs de Vroubel, au printemps 1884 à Kiev, il tombe passionnément amoureux de l'épouse de son patron Adrian Prakhov. Il prend son visage comme modèle pour sa Vierge à l'Enfant, fait de nombreux croquis d'elle qui ont été conservés. Cette histoire d'amour aurait pu ne pas se poursuivre, mais le peintre de 27 ans a fait d'elle une idole romantique. Cela a d'abord amusé le mari, Adrien Prakhov. Mais quand Vroubel s'installe dans la datcha des Prakhov cette affection commença à déranger. Le départ de Vroubel pour l'Italie à Ravenne et Venise met une fin à cette passion amoureuse.
Avant de mourir Émilia Prakhova a demandé à sa fille Olga de détruire toute la correspondance avec Vroubel, et c'est ce que fit sa fille. Elle meurt le 1er mars 1927. Elle est inhumée à Kiev, au cimetière de Loukianivka (site № 25, rang 11, place 27).

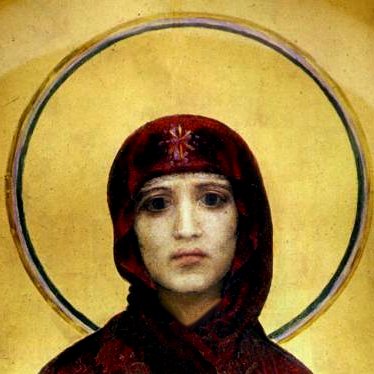
La Vierge à l'Enfant (Vroubel) -(fragment)

## Souvenirs de ses contemporains

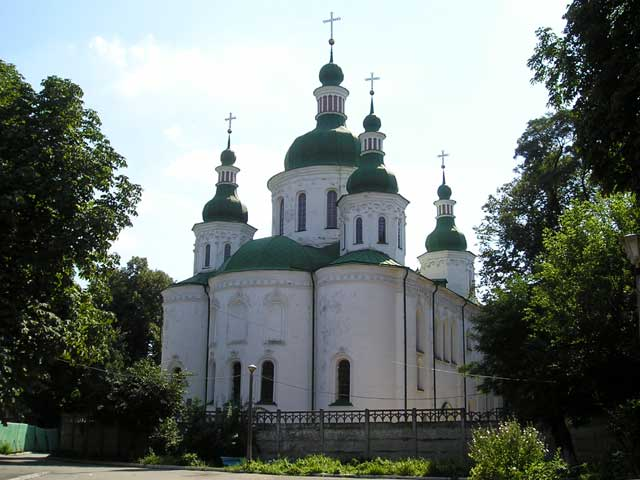
Église Saint-Cyrille à Kiev.

« Elle était incroyablement intelligente et perspicace, cultivée et... excentrique. Un jour où la femme du sculpteur Mark Antokolski, s'en était prise désagréablement à un invité, Émilia prit un verre d'eau et lui jette à la figure. Vous vous imaginez ? »
« Dans notre famille nous savions que nous ne pouvions pas pleurer durant les grands repas de famille chez grand-mère. Pourtant elle pouvait sans ciller renverser du thé chaud sur quelqu'un ou jeter une tasse par terre pour la casser. Elle était très autoritaire, une Saltykova en son genre. Sa fille Éléna a gâché sa vie à cause de sa mère. Un artiste alors peu connu, Mikhaïl Nesterov, était tombé amoureux d'Éléna et lui avait même déjà fait des promesses. Mais Émilia, la mère, s'est opposée à cette idylle, prétextant que sa fille méritait un meilleur parti. Le résultat c'est que Éléna ne s'est pas mariée. En fait La Grande martyr Varvara dans l'iconostase de droite de l'église Vladimirski de Kiev a été réalisée par Nesterov avec Éléna Prakhova comme modèle. Apprenant cela, la femme du gouverneur-général de Kiev Mikhaïl Dragomirov, s'exclame : “Qu'en ai-je à faire d'aller dire mes prières devant Éléna Prakhova !?” »
— sources : souvenirs de la petite fille Prakhov, Alexandra Nikolaïevna Prakhova.

## Liens familiaux
- Mari — Adrian Prakhov (1846—1916) — historien, archéologue et critique d'art russe.
- Fils — Nikolaï Prakhov (1873—1957) — peintre et historien d'art.
- Filles — Éléna Adrianovna Prakhova (1871–1948); Olga(1879–?), épouse Aliabeva.
- Petite-fille : Alexandra Nikolaïevna Prakhova